# Carlos Marighella
Carlos Marighella (Salvador, Bahía, 5 de diciembre de 1911-São Paulo (San Pablo), 4 de noviembre de 1969) fue un político y guerrillero brasileño, uno de los principales organizadores de la lucha armada contra la dictadura militar instalada en 1964 y en pos de impulsar la revolución socialista en Brasil. Su obra más conocida es el polémico, y en su momento muy censurado por sus declaraciones terroristas, Mini-manual del guerrillero urbano.

## Biografía

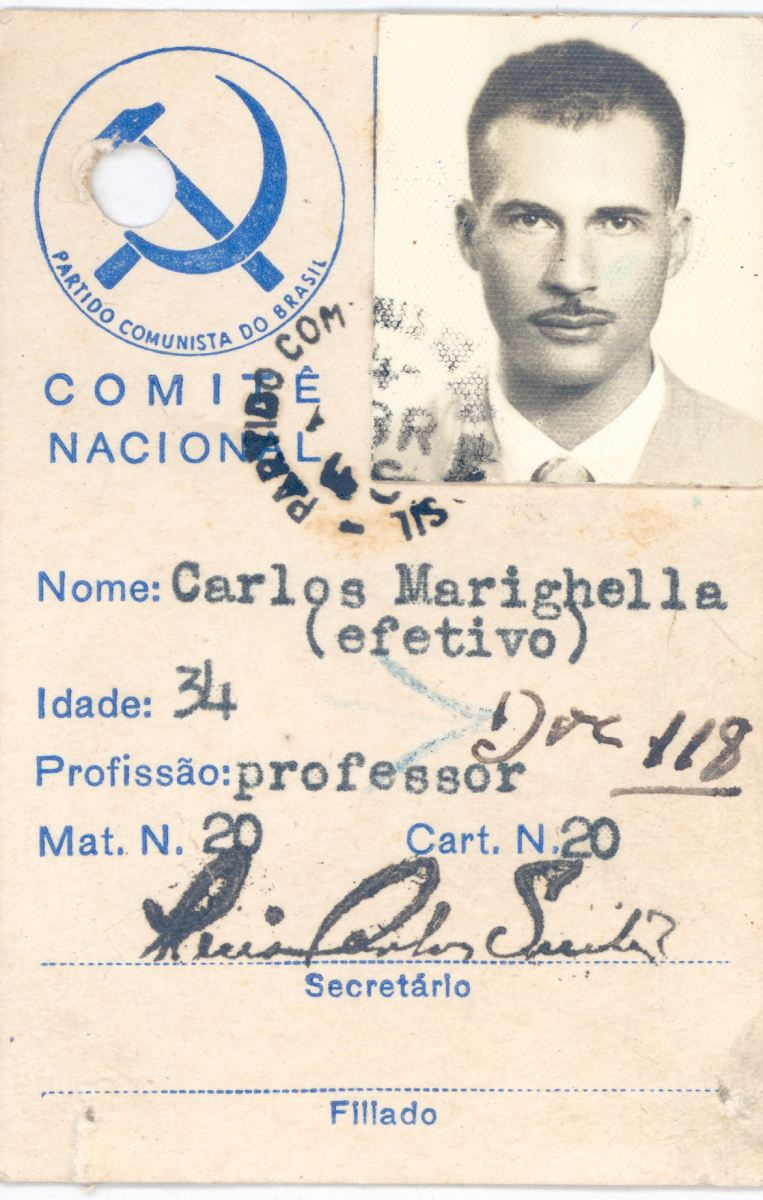
Carnet de Carlos Marighella que le acreditaba como militante del Partido Comunista Brasileño.

Fue uno de los siete hijos del operario Augusto Marighella, inmigrante italiano, y Maria Rita do Nascimento, mujer negra e descendiente de esclavos que participaron de la Revuelta de los Malê.Cursó tanto la escuela primaria como la secundaria en su ciudad natal de Salvador (capital del estado de Bahía), y en 1934 abandonó la Escuela Politécnica de esa ciudad para ingresar al relativamente joven Partido Comunista Brasileño (PCB).
De esa manera, se convirtió en militante profesional del PCB y se trasladó a Río de Janeiro, por entonces capital del país, para trabajar en la reorganización o reestructuración del PCB. En mayo de 1936 fue detenido por subversión, detención que duró hasta julio del año siguiente. Al salir de la cárcel pasó a la clandestinidad, hasta volver a ser detenido en 1939. Estuvo encarcelado hasta 1945, cuando fue beneficiado con una amnistía debido al proceso de democratización que estaba viviendo el país por ese entonces.
Electo diputado federal constituyente por la delegación bahiana del PCB en 1946, perdió su cargo en 1948 debido al decreto que declaró la ilegalidad de los comunistas brasileños. De regreso a la clandestinidad, ocupó diversos cargos en la dirección del PCB.
Pasó los años de 1953 y 1954 en la por entonces recientemente fundada República Popular China, en la que incluso pudo entrevistarse personalmente con Mao Zedong. También por aquellos años visitaría la Unión Soviética, poco después de la muerte de Stalin, y poco antes del breve deshielo cultural que comenzaría bajo el liderazgo del entonces nuevo primer ministro soviético Nikita Jrushchov.

## Surgimiento de la ALN y asesinato

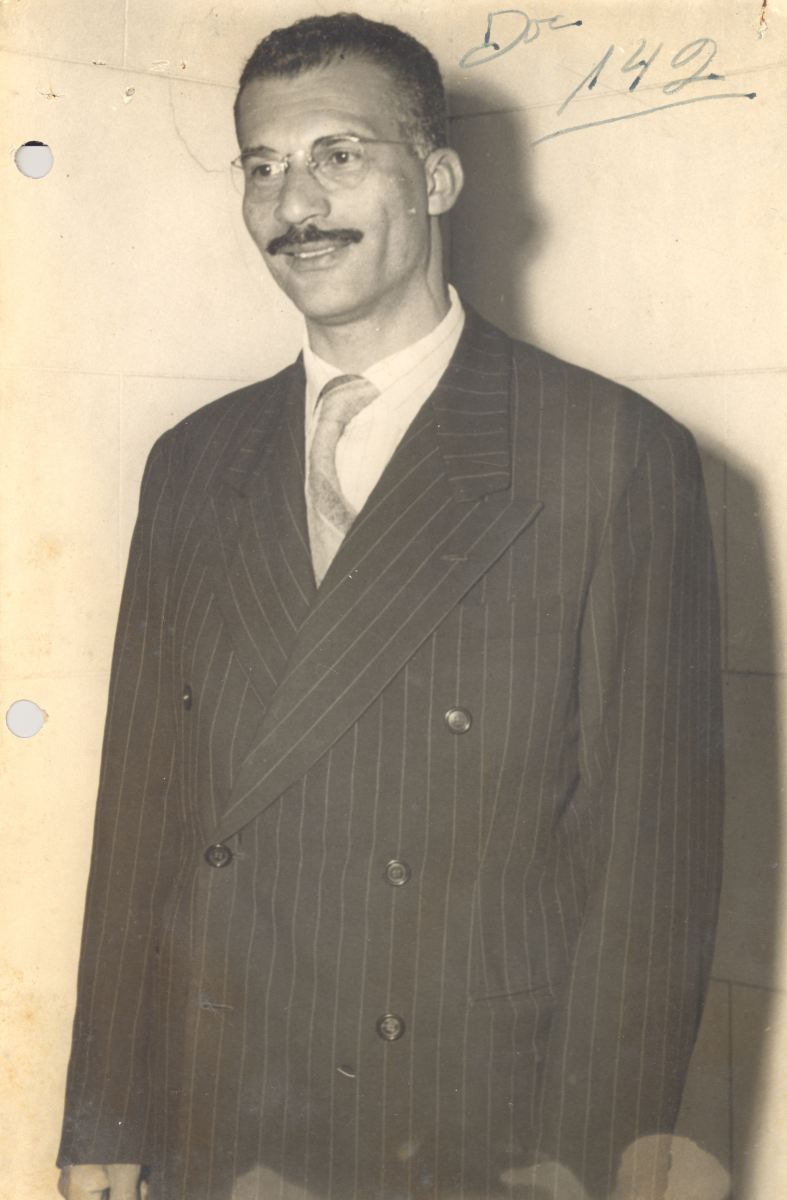
Marighella cuando fue diputado, en 1946.

El 8 de mayo de 1964, poco más de un mes después de haber tenido lugar el golpe militar que instauró la última dictadura militar brasileña, Marighella fue baleado en el pecho y detenido por agentes del Departamento de Ordem Político e Social (DOPS, la policía política de la dictadura) en un cine de Río de Janeiro. Liberado en 1965 por orden de la Corte - después de interponer una acción de  habeas corpus - al año siguiente optó por la lucha armada contra la dictadura. Debido a esa decisión, sería finalmente expulsado del “meramente burocrático” PCB en 1967. En agosto de ese mismo año Marighella había ido a Cuba para participar de la conferencia de la “Organización de Solidaridad de los Pueblos de África, Asia y América Latina” (OSPAAAL, más conocida como Tricontinental), la cual propiciaba la lucha armada a partir de la conformación de guerrillas marxistas como medio para intentar acceder al poder en los diferentes países.
Algunos meses después, en febrero de 1968, luego de la muerte del guerrillero Che Guevara en Bolivia, Marighella fundó un grupo armado marxista, autodenominado Ação Libertadora Nacional (ALN, “Acción Liberadora Nacional”).
En septiembre de 1969 apoyó el secuestro en Río de Janeiro del entonces embajador estadounidense Charles Elbrick, en una acción conjunta de la ALN y del Movimiento Revolucionario 8 de Octubre (MR-8). Debido a la espectacularidad de esa acción, y al propio recrudecimiento del régimen militar, los órganos represivos del Estado brasileño concentraron sus esfuerzos en lograr su captura.
En la noche del 4 de noviembre de 1969 Marighella fue sorprendido por una emboscada en una calle de la ciudad de São Paulo. Finalmente resultó muerto a tiros por agentes del DOPS en una acción coordinada por el delegado Sérgio Paranhos Fleury.

## Luego de la muerte de Marighella
No obstante, tras la muerte de Marighella la ALN continuó en actividad hasta 1974. Su sucesor en el mando de la ALN fue Joaquim Ferreira Camara, quien también sería abatido al año siguiente. Los militantes más activos de la ALN en São Paulo eran Yuri Xavier Ferreira y Ana Maria Nacinovic, quienes continuaban realizando peligrosas actividades panfletarias contra la dictadura militar hasta 1972, año en el que encontrarían la muerte mediante una emboscada represiva. También, 18 de sus militantes resultarían muertos y otros cinco serían contabilizados como desaparecidos. El último líder de la ALN sería Carlos Eugenio Sarmento da Paz, quien logró sobrevivir autoexiliándose en Francia, y sólo regresó a Brasil después de promulgada una amnistía. 
En 1996 el Ministerio de Justicia brasileño reconoció la responsabilidad del Estado en la muerte de Carlos Marighella. Aún más tardíamente, unos 12 años después de ese reconocimiento, el 7 de marzo de 2008, el gobierno del Partido de los Trabajadores, en coalición con el Partido Comunista, decidió que su compañera en vida, Clara Charf, debe recibir una pensión vitalicia por parte del Gobierno Federal del Brasil.

## Detalles sobre su muerte
El DOPS preparó una emboscada contra Marighella, para lo cual fueron detenidos previamente algunos de sus amigos más cercanos. Por su parte, uno de los sacerdotes de quien las autoridades sabían que conocía personalmente a Marighella, conocido como "padre Fernando", fue obligado a concertar una reunión con el líder guerrillero.
Tenían un código para dar inicio a la operación de emboscada: "Soy Ernesto, voy a la gráfica hoy” (en portugués: Aqui é o Ernesto, vou à gráfica hoje). La reunión estaba prevista en la Alameda Casa Branca, una calle cercana al centro de la ciudad de São Paulo.
El día del encuentro, había un camión lleno de civiles armados, un automóvil con dos presuntos novios (uno de los cuales era el oficial Fleury), además de un coche Volkswagen con dos frailes, siendo uno de ellos el recién mencionado "padre Fernando". Al llegar a la Alameda, a las 20:00, Marighella se acercó al coche con los religiosos, siendo alcanzado por varios disparos. Después de muerto, su cadáver fue retirado en el vehículo en el que previamente habían llegado los dos frailes.
Además de Marighella, otras tres personas serían alcanzadas por los disparos efectuados durante el tiroteo:
- Estela Borges Morato, investigadora del DOPS que simulaba ser la novia de Fleury, quien finalmente moriría.
- Rubens Tucunduva, delegado del DOPS implicado en la emboscada, quien fue herido.
- Friedrich Adolf Rohmann, paciente con prótesis que se encontraba en el lugar, el cual, al igual que Borges Morato, también resultaría muerto.

## Escritos

### Poesía
Ya desde su juventud, Marighella mostraba predilección por la poesía. Incluso durante su curso de Ingeniería solía divertir a sus profesores y colegas con sus versos sueltos.
También había sido mediante versos que había atacado, ya en 1932, al interventor en el estado de Bahía, Juracy Magalhães, lo que le terminó costando su primera pena de prisión. Su obra poética se recoge en un libro llamado “Rondó de la Libertad”. Sus poemas, de tendencia nítidamente izquierdista, tienen sin embargo un notable lirismo por momentos.

### Mini-manual del guerrillero urbano
Marighella escribió su relativamente famoso “Mini-manual del guerrillero urbano” (Mini-manual do guerrilheiro urbano) en junio de 1969 (el mismo año de su trágica muerte), para proporcionar una suerte de guía práctica orientativa a los grupos armados marxistas. No obstante, él tendía a ver a la guerrilla urbana como un apoyo (por momentos distractivo) en favor de los focos insurgentes rurales (según la concepción guevarista), y no como grupos autónomos que operasen en las ciudades.
El manual en cuestión circuló en tantas versiones mecanografiadas y fotocopiadas - como si se hubiese tratado de una auténtica variante occidental de un samizdat soviético - por lo que, llegado un momento dado, se volvió muy difícil tratar de identificar cuál de ellas era el escrito original y cuál no lo era.
Por su parte, en la década de 1980, la CIA estadounidense realizó traducciones del mismo al inglés y al castellano para distribuirlo entre sus servicios de inteligencia aliados en todo el mundo, y para servir como material didáctico de enseñanza para los grupos contrainsurgentes que estudiaban y se entrenaban en la famosa Escuela de las Américas, que el Gobierno de los Estados Unidos mantenía en Panamá. De hecho, no era la primera vez que se hacía algo así, ya que el libro de Che Guevara al respecto (“Guerra de guerrillas”, 1960) había sido previamente traducido al inglés para ser estudiado en profundidad.

### Otros escritos políticos
Debido a la censura impuesta a los libros políticos por parte de la dictadura militar, algunos de los escritos de Marighella primero verían la luz en forma de traducciones realizadas en el extranjero, en lugar de hacerlo a través de sus originales en portugués. Por ejemplo, Pela libertação do Brasil ("Por la liberación del Brasil") fue traducido al idioma francés y publicado en Francia en 1970, un año después de su muerte, gracias al aporte monetario de algunos intelectuales marxistas.
Actualmente están disponibles en portugués: Alguns aspectos da renda da terra no Brasil (“Algunos aspectos sobre la renta de la tierra en el Brasil”, 1958), Algumas questões sobre as guerrilhas no Brasil (“Algunas cuestiones sobre las guerrillas en el Brasil”, 1967) y Chamamento ao povo brasileiro (“Llamamiento al pueblo brasileño”, 1968).

## Filmografía
- Marighella, retrato falado do guerrilheiro (“Marighella, retrato hablado del guerrillero”, Brasil, 55 minutos) - Dirección: Sílvio Tendler.
- É preciso não ter medo (“Es preciso no tener miedo”) - Relatos de Carlos Marighella (Brasil, 32 min).